# Masdevallia striatella
Masdevallia striatella är en orkidéart som beskrevs av Heinrich Gustav Reichenbach. Masdevallia striatella ingår i släktet Masdevallia och familjen orkidéer. Inga underarter finns listade i Catalogue of Life.

## Bildgalleri

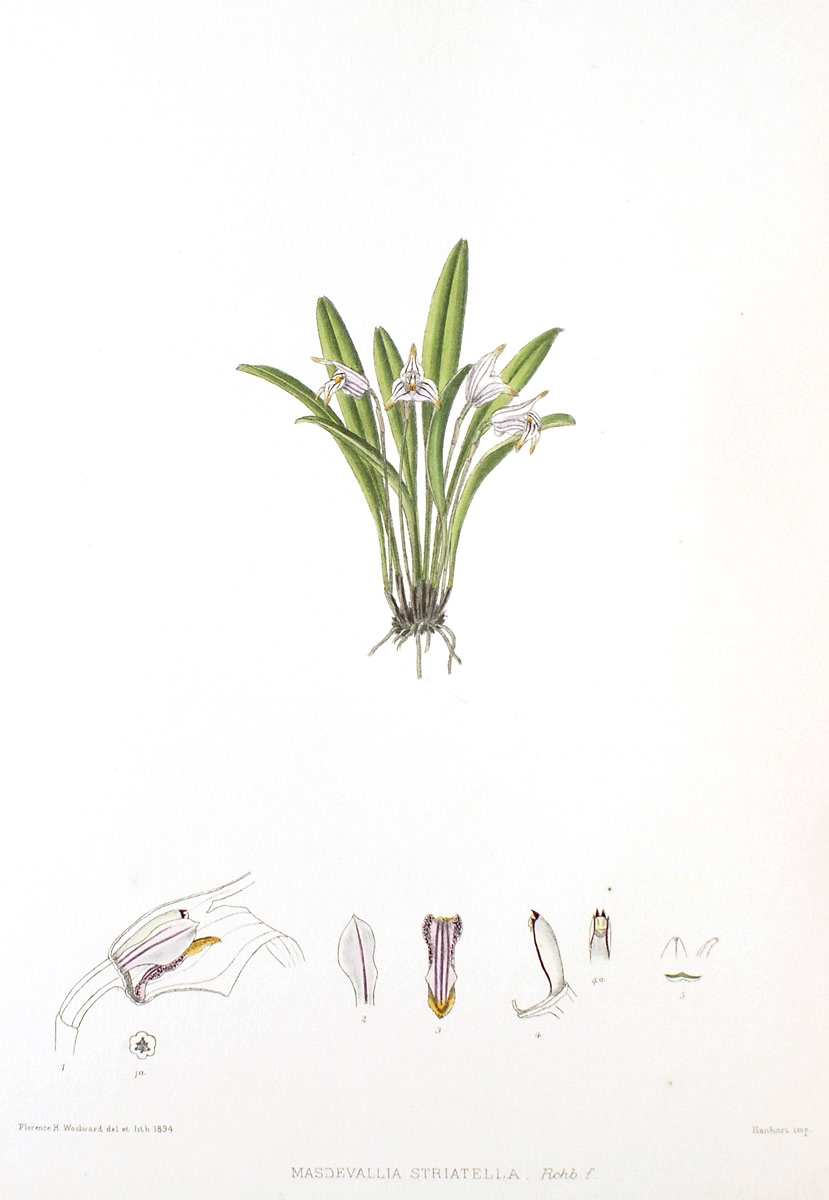